# ArmaLite AR-10
ArmaLite AR-10 je bitevní puška ráže 7,62 × 51 mm NATO vyvinutá v 50. letech Eugenem Stonerem a vyráběná společností ArmaLite, tehdejší divizí Fairchild Aircraft Corporation. AR-10 se poprvé objevila v roce 1956 a představila inovativní přímý design hlavně/pažby, fenolové kompozity a kované slitiny, čímž se lépe ovládala při automatické palbě a měla o více než 1 lb (0,45 kg) nižší hmotnost než ostatní pěchotní pušky té doby. AR-10 vznikla v relativně malém počtu - bylo vyrobeno méně než 10 000 pušek, stala se však předchůdcem pro široké spektrum střelných zbraní.
V roce 1957 byla základní konstrukce AR-10 změněna a podstatně upravena společností ArmaLite tak, aby vyhovovala náboji .223 Remington a dostala označení ArmaLite AR-15.
Roku 1959 prodala společnost ArmaLite svá práva na AR-10 a AR-15 společnosti Colt’s Manufacturing Company kvůli finančním potížím a omezením, pokud jde o pracovní sílu a výrobními kapacitami. Po úpravách (nejznatelnější bylo přemístění natahovací páky zpod nosné rukojeti do zadní části pouzdra závěru) byla nová přepracovaná puška americkou armádou přijata jako M16. Colt nadále používal ochrannou známku AR-15 pro řadu svých samonabíjecích pušek, které prodával civilním zákazníkům a bezpečnostním složkám jako Colt AR-15.